# Ethiovertex elisae
Ethiovertex elisae är en kvalsterart som beskrevs av Pérez-Íñigo och Peña 1996. Ethiovertex elisae ingår i släktet Ethiovertex och familjen Scutoverticidae. Inga underarter finns listade i Catalogue of Life.